# Bethwell Allan Ogot

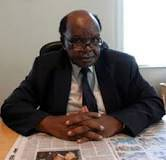
Bethwell Allan Ogot.

Bethwell Allan Ogot (* 3. August 1929, Gem-Yala bei Kisumu, Britisch-Ostafrika; † 30. Januar 2025 in Kisumu, Kenia) war ein kenianischer Historiker vom Volk der Luo.

## Leben

### Ausbildung
Nach seiner Grundausbildung an der Ambira School absolvierte er seine weiterführende Ausbildung an der Maseno High School und dem Makerere University College in Kampala, wo er ein Lehrerdiplom in Mathematik erwarb, bevor er seinen Studiengang wechselte und sein Studium an der School of History der University of St Andrews in Schottland fortsetzte.
Während er bereits Dozent am Makerere University College war, nahm er sein Studium wieder auf und erlangte 1965 seinen Master in Rechts- und Sozialwissenschaften an der School of Oriental and African Studies (einem der 19 Colleges, welche die University of London bilden).

### Karriere
Nach seiner Zeit als Dozent am Makerere University College wurde er Professor für Geschichte, Gründer und Direktor des Instituts für Afrikastudien und anschließend Dekan und Vizekanzler der Philosophischen Fakultät der University of Nairobi. Außerdem war er Professor für Geschichte, Forschungsdirektor und Koordinator für Hochschulbildung an der Kenyatta University und Professor für Geschichte an der Maseno University.
Er war Gründungspräsident der Historical Association of Kenya und erster Direktor des Louis Leakey Memorial Institute für afrikanische Vorgeschichte, sowie Vorsitzender der Abteilung für Geschichte am University College Nairobi, wo er den Ausschuss für die Überwachung der Erstellung des von der UNESCO herausgegebenen Bandes V der Geschichte Afrikas gründete und anschließend leitete. Von 1987 bis 1991 war er für Kenia ständiges Mitglied dieses Ausschusses.
Seit dem 18. Juni 2003 war er Kanzler der Moi University in Eldoret.

### Persönliches
1959 heiratete er die spätere Schriftstellerin Grace Emily Akinyi. Mit ihr hat er vier Kinder.

## Auszeichnungen
- Arts Research Prize des Makerere University College
- Sir Henry Jones Memorial prize in Philosophie der Universität St Andrews
- Distinguished Africanist Award (2001) der African Studies Association
- Docteur honoris causa der Université Kenyatta

## Werke
- mit F.B. Welbourn: A Place to Feel at Home 1966 (eine Studie über zwei unabhängige Kirchen im Westen Kenias)
- History of the Southern Luo Band I: Migration and Settlement, 1500-1900, East African Publishing House, Nairobi 1967. In: Peoples of East Africa OCLC 468647323
- mit Toyin Falola, E. S. Atieno Odhiambo: The Challenges of History and Leadership in Africa, Africa World Press, Trenton N.J. OCLC 50002905 ISBN 978-1-59221-005-3
- Bethwell A. Ogot (2006), My Footprints in the Sands of Time (une autobiographie), Trafford Publishers, Victoria B.C. 2002. OCLC 52285155 ISBN 978-1-41200-340-7

### Autor und Herausgeber
- East Africa, Past and Present [19??]
  - Übersetzung: (1965) East Africa, Past and Present, Présence Africaine, Paris. OCLC 25952771
- mit J. A. Kieran: (1968 – Nachdruck 1969), Zamani, a Survey of East African History, East African Publishing House Ltd, Nairobi. OCLC 123790227 ISBN 978-0-58260-272-4
- Politics and Nationalism in Colonial Kenya (Konferenzdebatte 1971 bei der Historical Association of Kenya – HADITH 4) Nairobi: East African Publishing House.
- mit William R. Ochieng’: Decolonization and Independence in Kenya, 1940-1993, James Currey, London 1995. OCLC 26720046 ISBN 978-0-85255-705-1 questia.com